# Thumrait
Thumrait (ثمريت in arabo), è una città omanita di 13 523 abitanti (2010), situata nella regione del Dhofar.
La città è sede di una base della Al-Quwwat al-Jawiyya al-Sultaniyya al-'Umaniyya, l'aeronautica militare dell'Oman.